# Теплостойкость
Теплостойкость — способность материалов сохранять жёсткость и другие эксплуатационные свойства при повышенных температурах.
Потеря жёсткости вызывается плавлением кристаллических структур, или переход аморфных тел в высокоэластичное состояние.
Чаще всего понятие теплостойкости используется по отношению к полимерам.

## Измерение теплостойкости
Измеряется методом Мартенса и методом Вика. В методе Мартенса образец изгибается, и при этом повышается температура. Фиксируется температура, при которой образец изгибается на заданный угол.
В методе Вика при повышении температуры на образец оказывается давление. Фиксируется температура, при которой достигается заданная глубина вдавливания. Теплостойкость по Вику всегда выше и определяется с помощью прибора HDT/Vicat тестера.
В случае непродолжительного нагрева полимеры могут сохранять жёсткость при температурах на несколько десятков градусов выше чем при длительном воздействии тепла.

## Последствия воздействия повышенных температур
1. понижение прочности материала и появление ползучести, главным образом в энергетических машинах с очень напряжённым тепловым режимом (в газовых турбинах);
2. понижение защищающей способности масляных плёнок, а следовательно, увеличение износа деталей;
3. изменение зазоров в сопряжённых деталях (заклинивание, задиры и пр.);
4. в некоторых случаях понижение точности работы машины.